# Полевое управление авиации и воздухоплавания
Полевое управление авиации и воздухоплавания (ПУАВ, ПУАиВ) — формирование (орган военного управления) при Штабе Верховного Главнокомандующего Русской императорской армии и Флоте (РИАиФ), отвечающее за сформирование, переформирование, реорганизации, перемещения и демобилизацию воздухоплавательных и авиационных частей, их боевую подготовку, снабжение техническими средствами, правильным использованием в бою авиационных и воздухоплавательных средств. Так же за организацию и деятельность авиационных школ, авиационных мастерских и складов. Вне подчинения ему и в непосредственном распоряжении верховного командования находилась эскадра воздушных кораблей («Ильи Муромцы»).

## История
18 декабря 1869 года в составе Главного инженерного управления создаётся постоянно действующая комиссия для обсуждения вопросов о применении воздухоплавания в военном деле, под руководством инженер-генерала Э. И. Тотлебена. К работе, в данной комиссии, были привлечены специалисты артиллерийского и инженерного дела и представители Генерального штаба. В военном министерстве создана «Комиссия по применению воздухоплавания, голубиной почты и сторожевых вышек к военным целям» (1884 год), Председатель Комиссии (в период 1885 — 1891 годов) генерал-лейтенант М. М. Боресков.
Последствия русско-японской войны заставили Военное ведомство России пойти на реформы в армии и на флоте. В то время вопросами военного воздухоплавания ведало 3-е отделение Электротехнической части Главного инженерного управления, начальник отдела (в период 1902 — 1912 годов) генерал-майор В. А. Семковский.
Великий князь Александр Михайлович обратил внимание на возможное в будущем серьёзное значение авиации в военном деле. По инициативе Великого князя, в марте 1910 года, в составе Особого комитета по восстановлению морского флота был создан Отдел воздушного флота. Перед Отделом была поставлена задача — скорейшего создания воздушного флота, путём

а) обучения офицеров армии и флота, а также, если средства позволят, других лиц искусству летать на приборах тяжелее воздуха;

б) создания запаса самолётов с полным снабжением и оборудованием, в полной готовности для снабжения ими, согласно правилам военного и морского министерств, авиационных отрядов.— Пилоты Его Величества / Сост. Грибанов С. В. — М.: Центрполиграф, 2007. — 382 с.
.
Реально оценивая роль и место воздушных сил (воздушного флота) в вооружённых силах союзников и вероятных противников, их практическое применение в боевой обстановке военное ведомство России наметило первоочередные задачи по дальнейшему развитию в России Воздушного Флота. Наряду с военным воздухоплаванием, голубиной почтой и сторожевыми вышками было предусмотрено, приступить к созданию специальной авиационной службы.
К весне 1911 года Военным советом был одобрен проект Положения об авиационной службе и штат авиационного отряда воздухоплавательной роты. В дальнейшем это решение было проведено через Совет министров и Государственную думу.
В декабре 1911 года военный министр В. А. Сухомлинов представил докладную записку «О предложениях постановки и развития воздухоплавательного дела в русской армии» императору Николаю II.
К лету 1912 года в военном ведомстве было принято решение о передаче вопросов снабжения войск воздухоплавательными аппаратами (аэростатами, дирижаблями, аэропланами и воздушными шарами), подготовки лётных и технических специалистов и специальной подготовки воздухоплавательных войск из Главного инженерного управления в ведение Главного управления Генерального штаба.
В 1912 году на развитие авиации в России было выделено 10 000 000 золотых рублей.
11 сентября 1912 года приказом Военного министра № 397 при Главном управлении Генерального штаба образован Воздухоплавательный отдел, начальник отдела (в период августа 1912 — января 1914 годов) генерал-лейтенант М. И. Шишкевич. Одновременно при ГИУ был организован Воздухоплавательный комитет, в состав которого входили представители разных ведомств. Комитет занимался техническими вопросами авиации и воздухоплавания. Воздухоплавательный отдел занимался сформированием и боевой подготовкой Воздухоплавательных частей. Офицерская Воздухоплавательная школа также была передана в ведение этого отдела.
В 1913 году был принят «Общий план организации воздухоплавания и авиации в армии».
В ходе Первой мировой войны весьма успешно совершенствовалось управление боевой работой воздухоплавательных и авиационных частей. Его результаты прямо пропорционально сказывались на эффективности применения аэростатов и авиации в боевых условиях. Повышению эффективности применения аэростатов и авиации также способствовала и реорганизация организационно-штатной структуры.
22 августа 1914 года сформированы Управления заведующих организацией авиационного дела в армиях Юго-Западного и Северо-Западного фронтов, при этом на заведующего организацией авиационного дела в армиях Юго-Западного фронта возлагалось общее руководство авиацией на всех фронтах, заведующий (в период октябрь 1914 — январь 1915 года) адмирал, великий князь А. М. Романов.
5 января 1915 года Управление заведующего организацией авиационного дела в армиях Юго-Западного фронта преобразовано в Управление заведующего организацией авиационного дела в действующей армии, с сохранением функции руководства авиационным делом в армиях Юго-Западного фронта. В его ведении находились заведующие организацией авиационного дела в армиях Северо-Западного фронта и Кавказской армии.
10 сентября 1915 года начальник штаба Верховного Главнокомандующего приказом № 47 в Действующей армии создал единое Управление заведующего авиацией и воздухоплаванием, создана Канцелярия — «Авиаканца». «Авиаканца», возглавил сначала барон А. В. Каульбарс, а с конца 1915 года (по другим данным с декабря 1916 года) великий князь Александр Михайлович.
24 ноября 1916 года учреждена должность полевого генерал-инспектора военного воздушного флота.
3 декабря 1916 года Управление реорганизуется (расформировано) в Управление Полевого генерал-инспектора ВВФ при Верховном Главнокомандующем, а приказом начальника штаба Верховного Главнокомандующего от 7 декабря 1916 года № 1632 была создана Служба штаб-офицера по воздухоплаванию Полевого генерал-инспектора Военного Воздушного Флота.
3 апреля 1917 года приказом № 70 ВГК Управление переформировано в Полевое управление авиации и воздухоплавания при Штабе верховного главнокомандующего. Осуществляло наблюдение за сформированием воздухоплавательных и авиационных частей, их боевой подготовкой, снабжением техническими средствами, правильным использованием в бою авиационных и воздухоплавательных средств.
В сентябре 1917 года в Российской Республике возникает ещё один руководящий орган авиацией и воздухоплаванием, помимо ПУАиВ — Управления военно-воздушного флота (УВВФ или УВоФлот) и Управления морской авиации (УМА) — Всероссийский совет авиации (Авиасовет), избранный Первым Всероссийским авиационным съездом и утверждённый приказом военного министра РР генерал-майором Верховским.
ПУАВ было ликвидировано в феврале 1918 года.

## После 1917 года
10 ноября (28 октября) 1917 года в Смольном (город Петроград) на совещании представителей авиационных и воздухоплавательных отрядов, учреждений и учебных заведений Петроградского гарнизона было принято решение о создании Бюро комиссаров авиации и воздухоплавания при Военно-Революционном Комитете.
28 ноября 1917 года издан приказ Комиссариата по военным и морским делам об учреждении должности комиссара при Управлении морской авиации и воздухоплавания.
20 декабря 1917 года издан приказ Комиссариата по военным и морским делам о создании частей авиации и воздухоплавания и Всероссийской Коллегии по управлению Воздушным флотом Российской Республики. Новые власти России сумели собрать технику и заново организовать воздухоплавательные отряды, используя старых специалистов и революционную молодежь. Красными воздухоплавателями была принята организационная структура и тактика применения армейских и корпусных отрядов старой армии. Разгоревшаяся гражданская война потребовала больше специалистов и новых воздухотрядов. Их организацией и занялось Полевое управление Красного Воздушного флота Действующей Красной Армии и Флота Республики (Авиадарм), организованное в сентябре 1918 года при штабе Главнокомандующего Вооруженными силами Республики.

## Задачи
- Учёт, распределение и контроль личного состава авиационных и воздухоплавательных частей.
  - Ведение личных дел авиаторов и воздухоплавателей, учёт о прохождении службы, аттестация личного состава, контроль и представления к награждению отличившихся.
  - Ведение алфавитных списков авиаторов и воздухоплавателей.
  - Контроль, учёт и распределение выпускников авиационных школ по формированиям.
  - Переписка по личному составу авиационных и воздухоплавательных частей.
  - Учёт о потерях личного состава и о укомплектовании авиационных и воздухоплавательных частей.
- Сформирование, переформирование, реорганизации, перемещения и демобилизацию воздухоплавательных и авиационных частей и организация и контроль деятельности авиационных школ, авиационных мастерских и складов.
  - Распределение авиационных и воздухоплавательных частей по армиям и фронтам.
  - Организация воздушной обороны Петрограда, Царского Села и Могилёва, деятельности гидроавиации Черноморского флота.
- Правильное использование в бою и при разведке авиационных и воздухоплавательных средств и действия воздухоплавательных и авиационных формирований.
  - Обобщение опыта и учёт боевых действий личного состава авиационных и воздухоплавательных частей.
  - Учёт полётов, разведок и фотографирования неприятельских позиций с аэропланов, и обобщение полученных данных.
  - Обобщение данных о дислокации авиачастей противника, состоянии авиации и воздухоплавания в вооружённых силах Германии, Австро-Венгрии и стран союзников (Антанта).
- Постройка, распределении, ремонт и испытания самолётов, снабжение частей аэропланами, оружием, боевыми припасами, заказ авиационного имущества на заводах в России и за рубежом.
  - Применение радиотелеграфа и электрооборудования в авиации, работа метеорологических станций, организация речной гидрологической службы.
  - Применение изобретений, технических усовершенствований в области авиации и воздухоплавания.
  - Применение рационализаторских предложений в области авиации и воздухоплавания.
- Участие в съездах и заседаниях по вопросам авиации и воздухоплавания (Съезда авиационных деятелей в Москве, Съезда деятелей авиации фронта и тыла, Всероссийского авиационного съезда (1917 год)).

## Начальник
- полковник С. А. Немченко[3][6], 23 апреля — 2 июня 1917 года, с правами командира корпуса;
- С. А. Ульянин[3][6], (приказом по Армии и Флоту, по согласованию с Верховным Главнокомандующим от 19 апреля (2 июня вступил в должность) — 9 июня 1917 года (был назначен помощником начальника УВВФ по школьной части) и 21 июня 1917 года исключен из списков ПУАиВ;
- подполковник В. М. Ткачёв[3][6], был назначен 9 июня 1917 года (в должность вступил 30 июня) 1917 года — 19 ноября 1917 года (по личному рапорту);
- подполковник (до декабря 1917 года) В. Л. Нижевский[6], исполняющий должность (И.Д.) начальника декабрь 1917 года — апрель 1918 года.